# T85霰彈槍
T85霰彈槍是中華民國國防部所屬的聯勤205兵工廠為中華民國空軍驅逐機場的飛鳥的需求所研製。

## 設計及歷史
T85為泵動裝填設計，直列式彈倉，可容納5發霰彈，以美國製的雷明登870（Remington M870）為基礎作修改。1996年完成研製。
目前得知共有三種構型。
- 標準型：26吋長槍管，傳統木質槍身設計，有軍用消光黑以及外銷商用鍍鉻亮銀兩種。
- 短管型：15吋短槍管，無槍托有握把設計。
- 短管腳架型：15吋短槍管，配有兩腳架與槍托

## 銷售
由於空軍需求量太少，警政署與海巡署已經外購，所以僅有原型槍，並無量產。